# Acaua exotica
Acaua exotica là một loài bọ cánh cứng trong họ Cerambycidae.